# The Three Fates Project
Three Fates Project est le sixième album studio du claviériste et pianiste britannique Keith Emerson, sorti en 2012 sur le label Varèse Sarabande. 

## Développement
L'album présente des chansons du défunt groupe de Keith Emerson, Emerson, Lake and Palmer, des pistes en solo ainsi que des créations de son guitariste américain Marc Bonilla, le tout joué en version classique avec un grand orchestre de cordes et cuivres, le Münchner Rundfunkorchester, sous la direction de Terje Mikkelsen. Marc Bonilla joue la guitare et la mandoline. On peut y entendre les œuvres du défunt trio Emerson, Lake and Palmer, Tarkus dans son entièreté, The Endless Enigma Suite en deux parties, Abaddon's Bolero et des adaptations de pièces classiques arrangées par Keith, telles que Fanfare for the Common Man de Aaron Copland que ELP avait déjà inclut dans leur album Works Volume I en 1977 ainsi que Malambo de Alberto Ginastera,. 
On y trouve aussi des créations signées par le guitariste Marc Bonilla, American Matador, Walking Distance et The Mourning Sun, il y a aussi une composition de Keith Emerson After All of This. Toutes les pièces apparaissent ici en version instrumentales,.
L'album sort le 29 octobre 2012 aux États-Unis.

## Liste des pistes

### Pistes
| 1.  | The Endless Enigma Suite (Pt. 1)   | 4:08  |
| 2.  | The Endless Enigma Suite (Pt. 2)   | 3:07  |
| 3.  | American Matador                   | 5:32  |
| 4.  | After All of This                  | 4:15  |
| 5.  | Walking Distance                   | 3:49  |
| 6.  | Tarkus (Concertante)               | 20:05 |
| 7.  | Malambo                            | 4:04  |
| 8.  | The Mourning Sun                   | 2:58  |
| 9.  | Abaddon's Bolero                   | 6:42  |
| 10. | Fanfare For The Common Man (Pt. 1) | 3:33  |
| 11. | Fanfare For The Common Man (Pt. 2) | 5:11  |

### DVD
Le DVD inclut dans certaines copies :
- Enregistrement de Endless Engima - 4:12
- Enregistrement de Malambo + Keith Emerson discute de Alberto Ginastera - 5:24
- Keith Emerson nous parle du synthétiseur Moog - 7:59
- Enregistrement de American Matador + Commentaires de Marc Bonilla - 4:48
- Keith Emerson nous présente la pièce Netpycjka à l'harmonica - 1:03
- Enregistrement de Tarkus (Concertante) - 10:05

## Musiciens

### Keith Emerson Band
- Keith Emerson — piano, orgue, claviers, Moog, orchestrations
- Marc Bonilla — guitare, mandoline, orchestrations
- Travis Davis — basse six cordes
- Troy Luccketta — batterie

### Invités spéciaux
- Toss Panos — batterie  sur American Matador
- Tom Vissgren — timbales, tam-tam, grosse caisse sur Fanfare For The Common Man (Pt. 1)

### Münchner Rundfunkorchester
- John Mayer, Jostein Nygard, Julie A. Giroux, Kjetil Bjerkestrand, Takashi Yoshumatsu, Terje Mikkelsen — orchestrations
- Fritz Schwinghammer — piano
- Damien Fiedler, Ekaterina Reshetnyak, Emmanuel Hahn, Georg Liener, Henry Raudales, Karol Liman, Norbert Bernklau, Ralf Klepper, Stefana Titeica, Toyomi Suzuki — premiers violons
- Florian Eutermoser, Ionel Craciunescu, Josef Gröbmayr, Julia Bassler, Martina Liesenkötter, Ulrich Hahn, Ulrich Poschner, Vladimir Lakato — seconds violons
- Albert Bachhuber, Hans-Ulrich Breyer, Jenny Stölken, Malgorzata Stefaniak, Norbert Merkel, Tilbert Weigel — altos
- Christian Adamsky, Emil Radutiu, Hans-Peter Besig, Walter Brachtel, Wolfram Dierig — violoncelles
- Arpad György, Ingo Nawra, Martin Schöne, Thomas Jauch — contrebasse
- Uta Jungwirth — harpe
- Caroline Heilig, Eberhard Knobloch, Oliver Klenk — clarinettes
- Isabelle Soulas, Janine Schöllhorn, Stephanie Finke — flûtes
- Florian Adam, Jürgen Evers, Tomoko Shimazaki : Hautbois
- Dieter Hepp, Franz Kanefzky, Karl Reitmayer, Marc Ostertag — cuivres
- Michael Weigel, Robert Polzer, Till Heine — bassons
- Christian Höcherl, Georg Birner, Josef Bierlmeier — trompettes
- Damien Lingard, Elmar Spier, Markus Blecher — trombones
- Manuela Poleschner — tuba
- Alexander Fickel, Andreas Moser, Raimund Müller, Thomas Hastreiter — percussions
- Christian Obermaier — timbales
- Marc Bonilla, Torsten Schreier — producteurs
- Bayerischer Rundfunk — coproducteur
- Terje Mikkelsen, Veronika Weber — producteurs exécutif

- Mastering : Abbey Road Studios, Londres.
- Mixage : Glenwood Studios, Burbank.